# Bernisches Historisches Museum
Het Bernisches Historisches Museum toont de geschiedenis van de Zwitserse hoofdstad Bern en het omliggende kanton vanaf de prehistorie. Het bezit ook een belangrijke etnografische verzameling.
Opgericht in 1882, verhuisde het museum in 1894 naar de huidige locatie op de Helvetiaplatz. André Lambert ontwierp het gebouw als een 16e-eeuws kasteel. Sedert 2005 is in een vleugel ervan het Einstein-Museum ondergebracht. In 2009 opende een uitbreiding.
Tot de collectie behoren Vlaamse wandtapijten die tijdens de Bourgondische Oorlogen zijn buitgemaakt op Karel de Stoute, waaronder De gerechtigheid van Trajanus en Herkenbald naar Rogier van der Weyden.